# Нікола Карабатич
Нікола Карабатич  (фр. Nikola Karabatic; нар. 11 квітня 1984) — французький гандболіст хорвато-сербського походження, олімпійський чемпіон.

## Виступи на Олімпіадах
| Олімпіада   | Дисципліна | Місце |
| ----------- | ---------- | ----- |
| Афіни 2004  | гандбол    | 5     |
| Пекін 2008  | гандбол    | 1     |
| Лондон 2012 | гандбол    | 1     |